# Гусманов, Расул Узбекович
Расу́л Узбе́кович Гусма́нов (род. 19 декабря 1972, г. Уфа, Башкирская АССР) — российский экономист. Доктор экономических наук (2009), профессор (2023). Сын У. Г. Гусманова.

## Биография
Расул Узбекович Гусманов родился 19 декабря 1972 года в городе Уфа Башкирской АССР. В 1995 году с отличием окончил экономический факультет Башкирского государственного аграрного университета. Трудовую деятельность начал в 1989 году механиком зернотока колхоза «Маяк» Дюртюлинского района. В 1995 году работал младшим научным сотрудником кафедры экономики сельского хозяйства Башкирского государственного аграрного университета. В 1995-1996 г.г.  - ведущий экономист агропромбанка «Башкирия». После окончания аспирантуры в 2000 году возглавлял информационно-издательский сектор Национального банка Республики Башкортостан. В 2000-2005 гг. – ведущий научный сотрудник, в 2005-2013 гг. – заведующий отделом аграрной экономики Башкирского научно-исследовательского института сельского хозяйства. В 2013-2018 гг.– председатель комитета Государственного собрания – Курултая Республики Башкортостан по аграрным вопросам, экологии и природопользованию. С 2011 г. по 2018 г. являлся советником Президента Республики Башкортостан по вопросам развития АПК на общественных началах. С 2018 года работает на кафедре экономики и менеджмента Башкирского ГАУ. Под его руководством защищено 8 кандидатских и одна докторская диссертации.
Направление научной деятельности: агропродовольственный рынок, рынок зерна, прогнозирование. Автор свыше 360 научных трудов
Тема докторской диссертации: Развитие рынка фуражного зерна (Теория, методология, практика).
Имя Гусманова Расула Узбековича занесено в Большую энциклопедию Республики Башкортостан.
Член Диссертационного Совета ФГБОУ ВО «Уральский государственный аграрный университет» по специальности 5.2.3.
Р.У. Гусманов – член редакционной коллегии журналов «Международный правовой курьер» и «Общество, право, государственность: ретроспектива и перспектива». Член союза журналистов России (2017 г.)  и  Башкортостана (2017 г. ).  

## Труды
- Фуражное зерно: Состояние и перспективы / Р. У. Гусманов. - Уфа: Гилем, 2001. - 184 с.
- Эффективность производства зерна и семеноводства зерновых культур / Р. У. Гусманов , А. Ф. Хисамов; Рос. акад. с.-х. наук, АН РБ, БНЦ РАСХН и АН РБ, Башкирский НИИ сельского хозяйства. - Уфа: [б. и.], 2001. - 178 с.
- Становление земельных отношений и эффективность сельскохозяйственного производства / И. У. Гусманов [и др.]; РАН, УНЦ , АН РБ, БНЦ РАСХН и АН РБ, Башкирский НИИ сельского хозяйства . - Уфа: Гилем, 2003. - 115 с.
- Оценка эффективности кормовых культур / Р. У. Гусманов, М. Т. Лукьянова; РАСХН, АН РБ, Башкирский НИИ сел. хоз-ва. - Уфа: Гилем, 2008. - 112 с.
- Развитие рынка фуражного зерна (теория, методология, практика): автореферат дис. ... д-ра экон. наук: 08.00.05 / Р. У. Гусманов; [Уральская ГСХА]. - Екатеринбург, 2009. - 43 с.
- Сравнительная экономическая оценка зерновых культур на кормовые цели / Р. У. Гусманов; РАСХН, БНЦ РАСХН и АН РБ. - Москва: Россельхозакадемия, 2005. - 83 с.
- Региональный рынок комбикормов и повышение их конкурентоспособности / Р. У. Гусманов , Н. Г. Динмухаметова; РАСХН, БНЦ РАСХН и АН РБ, Башкирский НИИ сельского хозяйства. - Москва: Россельхозакадемия, 2005. - 160 с.
- Эффективность производства зерна на товарные цели / Р. У. Гусманов , А. Х. Саитов; РАСХН, АН РБ, Башкирский НИИ сельского хозяйства. - Уфа: Гилем, 2008. - 142 с.
- Развитие рынка фуражного зерна (теория, методология, практика) / Р. У. Гусманов; РАСХН, АН РБ, Башкирский НИИ сельского хозяйства. - Уфа: Гилем, 2009. - 316 с.
- Перспективы развития производства и потребления основных видов сельскохозяйственной продукции, сырья и продовольствия в России на 2011-2015 гг. / [А. И. Алтухов и др.]; РАСХН, ВНИИЭСХ. - Уфа: Уфимский полиграфкомбинат, 2010. - 163 с.
- Оценка экономической эффективности производства высокобелкового зерна / Р. У. Гусманов, Г. Ф. Мукминова; РАСХН, АН РБ, Башкирский НИИ сельского хозяйства Россельхозакадемии, Башкирский ГАУ. - Уфа: Гилем, 2011. - 159 с.
- Эффективность использования земель сельскохозяйственного назначения / Р. У. Гусманов, А. Т. Абдрашитова; РАСХН, АН РБ, Башкирский НИИ сельского хозяйства, Башкирский ГАУ. - Уфа: Уфимский полиграфкомбинат, 2012. - 183 с.
- Оценка экономической эффективности крупяных культур / Р. У. Гусманов, Н. Е. Конькова; РАСХН, АН РБ, Башкирский НИИ сельского хозяйства, Башкирский ГАУ. - Уфа: Уфимский полиграфкомбинат, 2012. - 155 с.
- Рынок фуражного зерна / Р. У. Гусманов; РАСХН, АН РБ, Башкирский науч. центр РАСХН и АН РБ. - Москва: Россельхозакадемия, 2007. - 322 с.
- Экономическая эффективность производства зерна в условиях Нечерноземной зоны / Р. У. Гусманов, З. И. Насыров, А. Х. Саитов; РАСХН, Башкирский НИИ сельского хозяйства. - Уфа: Гилем, 2011. - 131 с.
- Обоснование сценариев развития животноводства в сельскохозяйственных предприятиях / Р. У. Гусманов , Р. Р. Субхангулов; АН РБ, Башкирский НИИ сельского хозяйства. - Уфа: Гилем, 2009. - 142 с.
- Экономическая оценка эффективности управления финансовыми рисками организаций: учебно-методическое пособие / Р. У. Гусманов, М. Т. Лукьянова ; Башкирский государственный аграрный университет. - Уфа: Башкирский ГАУ, 2018. - 150 с.